# 전쟁 가명
전쟁 가명(프랑스어: Nom de guerre 농 드 게르[*], 프랑스어 발음: [nɔ̃ də ɡɛʁ] ( 듣기), 영어: War name)은 전쟁과 같은 특수한 상황에서 사용되는 가명이다.

## 역사
앙시앵 레짐 프랑스 왕국의 프랑스군에 입대한 신병들은 전쟁 가명을 스스로 채택하거나 자신이 배치된 부대의 중대장에게 전쟁 가명을 받았다. 이 가명은 공식적인 명칭으로 분류되었고 인식표가 없던 당시 인식표의 역할을 담당했다. 병사들은 "장 아마로 디 라피데리테(프랑스어: Jean Amarault dit Lafidélité)"와 같이 '이름-성씨-전쟁 가명'이라는 방식으로 불렸고, 가명은 일반적으로 샹피니 마을 출신 병사 "장 데슬랑드 디 샹피니(프랑스어: Jean Deslandes dit Champigny)"처럼 병사의 출신지나 '술을 마실 준비가 된'이라는 프랑스어 "프레 아 보아(프랑스어: prêt à boire)"를 딴 "앙투안 보네 디 프레타보아(프랑스어: Antoine Bonnet dit Prettaboire)"처럼 특정 신체적 또는 개인적 특징을 따서 지어졌다. 1716년 모든 병사에게 전쟁 가명이 의무화되었지만 장교들은 전쟁 가명을 모욕적으로 여겨 채택하지 않았다. 이러한 가명들은 일상생활에서 실제 성씨를 대체하여 사용되었다.
전쟁 가명은 제2차 세계 대전 당시 레지스탕스들이 군사상, 작전상 보안을 위해 사용했으며 SAS, 저항군, 반군, 게릴라, 테러리스트, 용병과 같은 특수 작전을 실행하는 병사들 사이에서도 사용되었다. 이러한 이름은 전보를 보낼 때 송수신 가격을 낮추고 보안을 유지하기 위해 suedonim이라는 표기로도 불렸으며 일상생활에서 사용하는 신분을 숨기고 가족들을 투쟁으로 인한 보복으로부터 막는 역할을 담당했다. 전쟁 가명을 사용한 인물들로는 카를로스 더 자칼, 빌리 브란트, 부사령관 마르코스, 디예니스, 레히 활동 당시 마이클 콜린스의 이름 마이클을 사용한 이츠하크 샤미르 등이 있으며 블라디미르 레닌, 이오시프 스탈린, 레프 트로츠키, 요시프 브로즈 티토, 필리프 르클레르 드 오트클로크, 골다 메이어 등 혁명가들은 혁명이 끝난 이후에도 전쟁 가명을 공식 석상에서 사용했다.
현대에 사용되는 전쟁 가명의 예시로는 이라크 레반트 이슬람국, 무자헤딘, 알카에다 회원이 사용하는 쿠냐가 있으며 쿠냐는 문자 그대로 또는 비유적으로 테크노니미의 형태를 띤다. 전쟁 가명은 아프리카에서 소년병을 길들이는 과정의 일부로도 사용되었다. 나미비아 인민 해방군 전투원들도 전쟁 가명을 사용했으며 일부 전투원들은 전쟁 가명으로 본명을 개명하기도 했다.